# Camponotus badius
Camponotus badius é uma espécie de inseto do gênero Camponotus, pertencente à família Formicidae.

## Subespécies
- C. b. badius
- C. b. saginatus